# Klasztor ss. salezjanek w Nowej Rudzie
Klasztor ss. salezjanek w Nowej Rudzie – wybudowany w XVII w., w Nowej Rudzie  w województwie dolnośląskim. 

## Historia
Według daty na portalu budynek powstał z połączenia kilku domów szczytowych w 1690 roku, jako długi barokowy budynek o skromnej elewacji, zwrócony kalenicowo do ulicy. Znajduje się on na rampie z balustradą, zabezpieczonej kamiennym murem oporowym. Do budynku, nakrytego  dachem czterospadowym, wiodą kamienne schody. Dom został przebudowany w 1781 a w roku 1898 kupiony z przeznaczeniem na sierociniec i dom starców. W 1900 rozpoczęły tu działalność ss. jadwiżanki, które założyły przy sierocińcu szkołę. Na początku XX wieku placówkę przebudowano i nadano nazwę Stillfriedstift, nawiązująca do starego szpitala ufundowanego w XVI wieku  przez Stillfriedów, właścicieli noworudzkich dóbr.
W 1948 roku  ks. Białowąs napisał, że siostry ss. franciszkanki obsługiwały szpital miejski lecz nie ma potwierdzenia w źródłach, że po II wojnie światowej w nim mieszkały. Obecnie znajduje się tu klasztor ss. salezjanek, które prowadzą przedszkole i szkolny oddział zerowy.